# Джадсон Філіпс
Джадсон Філіпс (також Джадсон Пентекост Філіпс, англ. Judson Pentecost Philips; 10 серпня 1903, Нортфілд, Массачусетс, США — 7 березня 1989, Кейнен, Коннектикут) — американський письменник детективного жанру, один з класиків його різновиду — «крутий детектив». Він написав понад 100 детективних романів під псевдонімами Г'ю Пентекост і Філіп Оуен, а також під своїм справжнім іменем. Як Джадсон Філіпс він також написав численні спортивні романи у 1930-х роках. У 1973 році Філіпс (коли виповнилося 50 років з дня виходу його першого твору) отримав нагороду «Великий майстер», найвищу відзнаку, яку присуджує Товариство письменників детективного жанру Америки.

## Біографія
Його батько, Артур Філіпс, був оперним співаком, мати, Фредеріка Філіпс, актрисою. Дядько Г'ю Пентекост (цим псевдонімом підписані багато романів Філіпса), адвокат у кримінальних справах, успішно практикував у Нью-Йорку на початку XX століття. Джадсон багато подорожував з батьками, перш ніж закінчив середню освіту. Закінчив Колумбійський університет у 1925 році. Тоді почав писати короткі оповідання для журналів, які публікували фантастику, у 1920–1930-х роках. У 1926 році Філіпс став репортером газети «Нью-Йорк триб'юн». Він також писав п'єси та вів газетну колонку. У роки Другої світової війни служив на військово-морській базі США, продовжуючи публікувати книги, зокрема «Служба загартовує» (The Brass Chills, 1943).
З 1949 по 1956 рік видавав газету «Гарлем Веллі таймс» в місті Аменіа, штат Нью-Йорк. У 1951 році заснував театр «Шейрон Плейгауз», яким керував упродовж двадцати років. Був політичним оглядачем і рецензентом нових книг «Лейквілл джорнел» у місті Лейквілл, штат Коннектикут. У 1970-і роки вів популярну радіопередачу на радіостанції в місті Торрінгтон, штат Коннектикут.
Він був плодотворним письменником, особливо використовував псевдонім Г'ю Пентекост. Його романи включали сильних персонажів, вели чесну гру з читачем та характеризувалися нестримною гострою мовою діалогів. Він створив кілька серійних персонажів детективів-аматорів. Мабуть, найвідоміший з них П'єр Шамбрун, керівник нью-йоркського розкішного готелю, якому часто доводиться розкривати вбивства серед багатих і відомих мешканців готелю. Також детективами є журналіст Пітер Стайлз, художник Джон Джеріко, бізнесмен Джуліан Квіст. Створення такої кількості серійних персонажів визначено тим, що Філіпс побудував всю свою творчість, виходячи з положення, що кількість драматичних ситуацій цілком обмежена, а люди — «страва для уяви письменника».

Коли його спитали, як вдалося створити настільки багато сюжетів, Філіпс відповів: 
|  | «Коли ти є автором понад сотні детективних романів і оповідань, найчастіше тебе запитують, звідки беруться нові сюжети? Насправді ж давно вже відомо, що існує лише 36 драматичних ситуацій, з яких тільки половина заслуговує того, щоб про них писати. Зате писати можна кожного разу по-новому, адже люди — такі різні, а їх на земній кулі чотири мільярди … І головна гра — не в сюжеті, а в людях…» |

Тому, незважаючи на велику кількість виданих книг, Філіпс уникнув повторення власних сюжетів. Іноді він використовував як матеріал для своїх сюжетів реальні події, особливо починаючи з 1950-х років. Тоді він написав роман «Королівство смерті» («The Kingdom of Death»), присвячений злочинам на нью-йоркських причалах, і роман «Джеріко і німі свідки» («Jericho and Silent Witnesses»), який перегукувався з історією Кітті Дженовес з Брукліна, убитої на очах 38 свідків, які байдуже спостерігали за злочином.
Одного разу злочин був скоєний начебто за мотивами його роману. У Каліфорнії був захоплений автобус зі школярами, і до ФБР подзвонив читач, який повідомив всю «точну механіку» захоплення автобуса з дітьми, що рухається по шосе між двома селищами. Коли завдяки деякими відомостями, почерпнутих з роману письменника, діти були врятовані, виявилося, що ніхто з викрадачів не читав цього роману.
Узяв шлюб з Нормою Бартон, з якою мав трьох синів да дочку. Помер від тяжкої емфіземи легень і пов'язаної з нею дихальної недостатності.

### Як Джадсон Філіпс

#### Серія журналіста Пітера Стайлса
- Laughter Trap. 1964 (Смішний капкан)
- Black Glass City. 1965 (Місто чорного скла)
- The Twisted People. 1965 (Перекручені люди)
- Wings of Madness. 1966 (Крила божевілля)
- Thursday's Folly. 1967 (Четверговий дурень)
- Hot Summer Killing. 1968 (Вбивство жарким літом)
- Nightmare at Dawn. 1970 (Кошмар на світанку)
- Escape a Killer. 1971 (Втеча вбивці)
- The Vanishing Senator. 1972 (Сенатор, що зник)
- Larkspur Conspiracy. 1973 (Змова Ларкспура)
- The Power Killers. 1974 (Вбивці з влади)
- Walked a Crooked Mile. 1975 (Гуляючи кривою стежиною)
- Backlash. 1976. (Люфт)
- Five Roads to Death. 1977. (П'ять дорог до смерті)
- Why Murder. 1979. (Чому вбивство?)
- Death is a Dirty Trick. 1980. (Смерть — брудна хитрість)
- Murder as the Curtain Rises. 1981. (Вбивство, коли піднімається завіса)
- Target for Tragedy. 1982. (Ціль для трагедії)

### Як Г'ю Пентекост

#### Серія лейтенанта Люка Бредлі
- Cancelled in Red. 1939. (Пофарбоване червоним)
- Twenty-Fourth Horse. 1940. (24-й кінь)
- I'll Sing at Your Funeral. 1942. (Я буду співати на ваших похоронах)
- The Brass Chills. 1943. (Латунна гарячка)

#### Серія доктора Джона Сміта
- Memory of Murder. 1946. включає 4 новели: 'Memory of Murder'; 'Secret Corridors'; 'Volcano'; 'Fear Unlocked' («Пам'ять про вбивство»: включає однойменну новелу;«Таємні коридори»; 'Вулкан'; «Розблокований страх»)
- Where the snow was red. 1949. (Де сніг був червоним)
- Shadow of Madness. 1950. (Тінь безумства)

#### Серія лейтенанта Паскаля
- Lieutenant Pascal's Tastes in Homicide. 1954. збірка оповідань (Уподобання лейтенанта Паскаля у відділі вбивств)
- The Obituary Club. 1958. (Клуб некрологів)
- The Lonely Target. 1959. (Одинока мішень)
- Only the Rich Die Young. 1964. (Лише багаті вмирають молодими)

#### Серія дядька Джорджа
- Choice of Violence. 1961. (Вибір насильства)
- Murder Sweet and Sour. 1965. (Вбивство солодке і кисле)
- Around Dark Corners. 1970. збірка оповідань (Навколо темних куточків)
- The Copycat Killers. 1983. (Вбивці-копіювальники)

#### Серія готельного менеджера П'єра Шамбруна
- The Cannibal Who Overate. 1962. (Канібал, який об'ївся)
- The Shape of Fear. 1963. (Форма страху)
- The Evil that Men Do. 1966. (Зло, яке роблять чоловіки)
- The Golden Trap. 1967. (Золота пастка)
- The Gilded Nightmare. 1968. (Позолочений кошмар)
- Girl Watcher's Funeral. 1969. (Похорон спостерігача за дівчинами)
- The Deadly Joke. 1971. ISBN 978-0-396-06331-5 (Смертельний жарт)
- Birthday, Deathday. 1972. ISBN 978-0-396-06523-4 (День народження, день смерті)
- Walking Dead Man. 1973. ISBN 978-0-396-06779-5 (Ходячий мрець)
- Bargain with Death. 1974. ISBN 978-0-396-06919-5 (Торговець смертю)
- Time of Terror. 1975. ISBN 978-0-396-07123-5 (Час терору)
- The Fourteen Dilemma. 1976. ISBN 978-0-396-07287-4 (Чотирнадцята ділемма)
- Death After Breakfast. 1978. ISBN 978-0-396-07554-7 (Смерть після сніданку)
- Random Killer. 1979. ISBN 9780440172109 (Випадковий вбивця)
- Beware Young Lovers. 1980. ISBN 978-0-396-07808-1(Остерігайтеся юних закоханих)
- Murder in Luxury. 1981. ISBN 978-0-396-07921-7 (Вбивство в розкоші)
- With Intent to Kill. 1982. ISBN 978-0-396-08042-8 (З наміром вбити)
- Murder in High Places. 1983. ISBN 978-0-396-08146-3 (Вбивство у високих сферах)
- Remember to Kill Me. 1984. ISBN 978-0-396-08309-2 (Не забудьте вбити мене)
- Murder Round the Clock. 1985. ISBN 978-0-396-08553-9 (Вбивство цілодобово)
- Nightmare Time. 1986. ISBN 978-0-396-08793-9 (Час кошмару)
- Murder Goes Round and Round. 1988. ISBN 978-0-396-08952-0 (Вбивство йде навколо і навкруги)

#### Серія Джона Джеріко
- The Sniper. 1965. (Снайпер)
- Hide Her from Every Eye. 1966. (Сховати її від кожного погляду)
- The Creeping Hours. 1966. (Повзучі часи)
- Dead Woman of the Year. 1967. (Мертва жінка року)
- Girl with Six Fingers. 1969. (Шестипала дівчина)
- Plague of Violence. 1970. (Чума насильства)
- The Battles of Jericho. 2008. (Битви Джеріко) (збірка оповідань)

#### Серія бізнесмена Джуліана Квіста
- Don't Drop Dead Tomorrow. 1971. ISBN 978-0-396-06389-6 (Не кидайте мертвих завтра)
- Champagne Killer. 1972. ISBN 978-0-396-06611-8 (Любитель шампанского)
- Beautiful Dead. 1973. ISBN 978-0-396-06865-5 (Красива мертва)
- The Judas Freak. 1974. ISBN 978-0-396-07001-6 (Потвора Юди)
- Honeymoon with Death. 1975. ISBN 978-0-396-07212-6 (Медовий місяць зі смертю)
- Die After Dark. 1976. ISBN 978-0-396-07345-1 (Помер після темряви)
- Steel Palace. 1977. ISBN 978-0-396-07491-5 (Сталевий палац)
- Deadly Trap. 1978. ISBN 978-0-396-07606-3 (Смертельна пастка)
- Homicidal Horse. 1979. ISBN 978-0-396-07724-4 (Вбивчий кінь)
- The Death Mask. 1980. ISBN 978-0-396-07883-8 (Смертельна маска)
- Sow Death, Reap Death. 1981. ISBN 978-0-396-08006-0 (Посієш смерть, пожнеш смерть)
- Past, Present and Murder. 1982. ISBN 978-0-396-08103-6 (Минуле, сьогодення та вбивство)
- Murder out of Wedlock. 1983. ISBN 978-0-396-08215-6 (Вбивство поза Ветлоком)
- Substitute Victim. 1984. ISBN 978-0-396-08407-5 (Заміна жертви)
- The Party Killer. 1986. ISBN 978-0-396-08692-5 (Партія вбивці)
- Kill and Kill Again. 1987. ISBN 978-0-396-08898-1 (Вбивати і вбивати знову)

### Як Філіп Овен
- Mystery at a Country Inn. 1979. ISBN 978-0-912944-54-8 (Загадка заміського готелю)